# سلالة نغوين
إن أسرة نغوين (Nguyễn Dynasty) (، هان (Hán)- نوم: (Nôm) 家阮؛ نجوين تريو (Nguyễn triều)، هان تو: 阮朝) كانت آخر أسرة حاكمة في فيتنام. واستمر حكمها لفترة إجمالية بلغت 143 عامًا. بدأت عام 1802 عندما اعتلى الإمبراطور جيا لونج (Gia Long) العرش بعد هزيمة أسرة تاي سون (Tây Sơn Dynasty) وكانت نهايتها عام 1945 عندما تنازلت باو داي (Bảo Đại) عن العرش، وانتقلت السلطة إلى دولة فيتنام. في عهد الإمبراطور جيا لونج، عُرفت الإمبراطورية رسميًا باسم فيتنام (越南)، ولكن في عهد الإمبراطور مينه مانج (Minh Mạng) تغير اسم الدولة إلى داي نام (大南، ومعناها الحرفي "الجنوب العظيم"). تميزت مدة حكمهم بزيادة نفوذ الاستعمار الفرنسي؛ وفي النهاية، قُسمت البلاد إلى ثلاث مستعمرات، أصبحت كوشين الصينية (Cochinchina) مستعمرة فرنسية، بينما أصبحت أنام (Annam) وتونكين (Tonkin) محميات مستقلة بالاسم فقط.

## الأسماء
في عام 1802، رفض الإمبراطور جياكينغ من سلالة تشينغ اقتراح جيا لونغ بتسمية أمته نام فيت على اسم الولاية القديمة، ومنحها بدلًا من ذلك اسم فيت نام عبر مرسوم إمبراطوري خلال فترة حكم جيا لونغ. كانت تُعرف بداي فيت نام من قبل الأمم الأخرى غير أمة تشينغ الصينية. في عام 1839، تحت حكم الإمبراطور مينه مانغ، اختُصر اسم داي فيت نام إلى داي نام (التي تعني «الجنوب العظيم»)، مُنع الاختصار داي فيت (الذي يعني «فيت العظيم») نظرًا إلى أنه كان الاسم الذي استخدمته سلالات سابقة عديدة أيضًا.

## التاريخ

### الأصول وأمراء نغوين
ذُكرت عشيرة عائلة نغوين، التي نشأت في مقاطعة ثان هوا ومارست نفوذًا سياسيًا وقوة عسكرية كبيرين، للمرة الأولى في القرن الأول الميلادي، وعلى وجه التحديد خلال التاريخ الفيتنامي الحديث المبكر. يعود تاريخ الانضمام إلى النخبة الحاكمة إلى القرن العاشر حين عُيّن نغوين باك المستشار الكبير الأول لسلالة دينه التي حكمت لفترة قصيرة في ظل دينه بو لينه في عام 965. شغلت نغوين ثاي آنه، زوجة الإمبراطور لي تاي تونغ، منصب وصي رسمي على أنام لابنها الإمبراطور لي نهان تونغ بين عامي 1442 و1453.
في عام 1527 برز ماك دانغ دونغ، بعد هزيمة وإعدام نغويين هوانغ دو من أسرة لي التابعة في حرب أهلية، كمنتصر وسيط وأسس سلالة ماك عبر خلع الإمبراطور لي كونغ هوانغ من أسرة لي التي كانت يومًا مزدهرة والتي تدهورت بسرعة. بقي نغويين كيم ابن نغويين هوانغ دو وحلفاؤه أمراء ترينه مخلصين للي وحاولا إعادة سلالة لي إلى السلطة، مشعلين بذلك حربًا أهلية.
اغتيل نغوين كيم، الذي كان قد شغل منصب زعيم التحالف خلال غزو السلالة الجنوبية الذي دام ست سنوات ضد ماك دانغ دونغ، في عام 1545 من قبل جنرال أسير تابع لماك دانغ دونغ. تولّى صهر كيم، ترينه كيم (الذي قتل ابن نغويم كين البكر)، قيادة التحالف. في عام 1558، عهد لي آنه تونغ، إمبراطور سلالة لي التي أعيد تأسيسها، إلى نغوين هوانغ (الابن الثاني لكيم) بسيادة الجزء الجنوبي من فيتنام الوسطى التي كانت قد تعرضت للغزو خلال القرن الخامس عشر من إمارات تشامبا.
اختار نغوين هوانغ مدينة هوي كمان لإقامته وأقام مستعمرة نغوين تشوا (بالفيتنامية: الأمراءو) في الجزء الجنوبي من البلاد. على الرغم من أن نغوين وأمراء ترينه حكموا كملوك أمر واقع في أراضيهم، أشادوا بصورة رسمية بأباطرة أسرة لي في لفتة احتفالية، إذ كانت السلطة الإمبراطورية مقتصرة على التمثيل.
واصل نغوين هوانغ وخلفاؤه تنافسهم مع أمراء ترينه، ووسعوا أراضيهم بجعل أجزاء من كامبوديا محمية وغزو لاوس والاستيلاء على آخر بقايا تشامبا في عام 1693 وحكموا في خط متواصل حتى عام 1776.

### حرب تاي سون-نغوين الأهلية الأولى (1771-1785)

#### نهاية حكم أمراء نغوين
انتهت حرب القرن السابع عشر بين ترينه ونغوين بسلام شاق، إذ لم يكن أي من الطرفين قادرًا على توحيد البلاد تحت حكمه. بعد 100 عام من السلام الداخلي، واجه أمراء نغوين تمرد تاي سون في عام 1774. تكبد جيشهم خسائر فادحة في القوى البشرية بعد سلسلة من الحملات في كمبوديا وأثبتوا عدم قدرتهم على احتواء التمرد. بحلول نهاية العام، أقام أمراء ترينه تحالفًا مع متمردي تاي سون واستولوا على هوي في عام 1775.
فر أمير نغوين نغوين فوك ثوان جنوبًا إلى مقاطعة كوانغ نام، حيث ترك حاميةً تحت إمرة الحاكم المشارك نغوين فوك دوونغ.